# John Penry
John Penry (1563 – 29 mai 1593) est le plus célèbre martyr protestant du pays de Galles.
Il est né dans le Brecknockshire ; Cefn Brith, une ferme près de Llangammarch (en), est traditionnellement reconnue comme son lieu de naissance. Il fut enregistré au Peterhouse de Cambridge, en décembre 1580, étant alors probablement catholique ; mais il devint bientôt un protestant avec de fortes tendances puritaines. Après l'obtention d'un diplôme de premier degré (B.A.), il déménagea pour St Alban Hall, à Oxford, et il obtint son diplôme avancé (M.A.) en juillet 1586. Il ne chercha pas à se faire ordonner, mais il fut habilité comme prêcheur de l'université.

## Biographie

### Carrière en tant que prêcheur et pamphlétaire
Il n'y a pas beaucoup de preuves de ses missions de prêches dans le pays de Galles ; elles pourraient avoir eu lieu seulement durant quelques mois de l'année 1586 ou à l'automne de 1587. En 1562, un acte du parlement avait fait une clause sur la traduction de la Bible en langue galloise, et le Nouveau Testament fut publié en 1567 ; mais le nombre de copies imprimées ne fournissait même pas un exemplaire pour chaque église de paroisse. Indigné par ce râté, Penry publia au début de l'année 1587, The Æquity of an Humble Supplication (« La Justice d'une humble supplique ») où l'on peut lire « in the behalf of the country of Wales, that some order may be taken for the preaching of the Gospel among those people ». L'archevêque John Whitgift, contrarié par la critique sous-entendue, fit conduire Penry devant la Haute Commission et il fut gardé en prison pendant près d'un mois. À sa libération, le prêcheur épousa une dame de Northampton, et il vécut là pendant quelques années. Avec l'aide de Sir Richard Knightley, il installa une presse qui fut en activité pendant environ une année à partir de la Saint-Michel (29 septembre) 1588. La machine déménagea plusieurs fois : à East Moulsey (Surrey), à Fawsley (Northamptonshire), à Coventry et dans d'autres endroits dans Warwickshire. Finalement, elle était à Manchester quand elle fut découverte et saisie par les autorités en août 1589. C'est sur cette presse que furent inprimés le texte de Penry Exhortation to the governours and people of Wales, and View of… such publike wants and disorders as are in the service of God… in Wales ; mais aussi les très célèbres tracts signés Martin Marprelate.
En janvier 1590, sa maison à Northampton fut fouillée et ses papiers saisis, mais il réussit à s'échapper vers l'Écosse. Là-bas, il publia plusieurs tracts, ainsi qu'une traduction d'un travail théologique érudit intitulé Theses Genevenses (« Thèses Genevoises »).

### Retour en Angleterre et mort
Revenu en Angleterre en septembre 1592, il rejoignit la congregation séparatiste à Londres, dans laquelle il refusa de prendre un poste, bien qu'après l'arrestation des ministres de la congrégation, Francis Johnson et John Greenwood, il semble avoir été leur prêcheur régulier. Il fut arrêté en mars 1593 après avoir été reconnu par un vicaire local à Ratcliff et fut emprisonné au Poultry Compter tandis que des efforts étaient conjugués pour trouver des prétextes à sa condamnation à la peine capitale. Ceux qui voulaient sa mort finirent par l'accuser de sédition, une charge qu'ils basaient sur le brouillon d'une pétition à l'adresse d'Élisabeth Ire qui fut retrouvé au milieu de ses papiers personnels. Les propos du texte étaient durs et insultants, mais ils n'avaient été présentés à personne et encore moins publiés. John Penry fut cependant condamné le 21 mai 1593, et pendu le 29 mai à l'heure inhabituelle de quatre heures de l'après-midi, sans avoir eu le droit de revoir sa femme, Eleanor, ni ses quatre filles encore jeunes, Deliverance (Délivrance), Comfort (Consolation), Safety (Sécurité) et Sure-Hope (Sûr-Espoir) avant sa mort. La signature de son vieil ennemi Whitgift était la première apposée au bas de son arrêt de mort.

## Textes de John Penry
- (en) Three Treatises concerning Wales, University of Wales Press, Cardiff, 1960.
- (en) The Notebook of John Penry, 1593 [lire en ligne].